# Stadt- und Erstes Landamt Wertheim
Das Stadt- und Erste Landamt Wertheim war eine von 1813 bis 1819 bestehende Verwaltungseinheit im Norden des Großherzogtums Baden.

## Geschichte

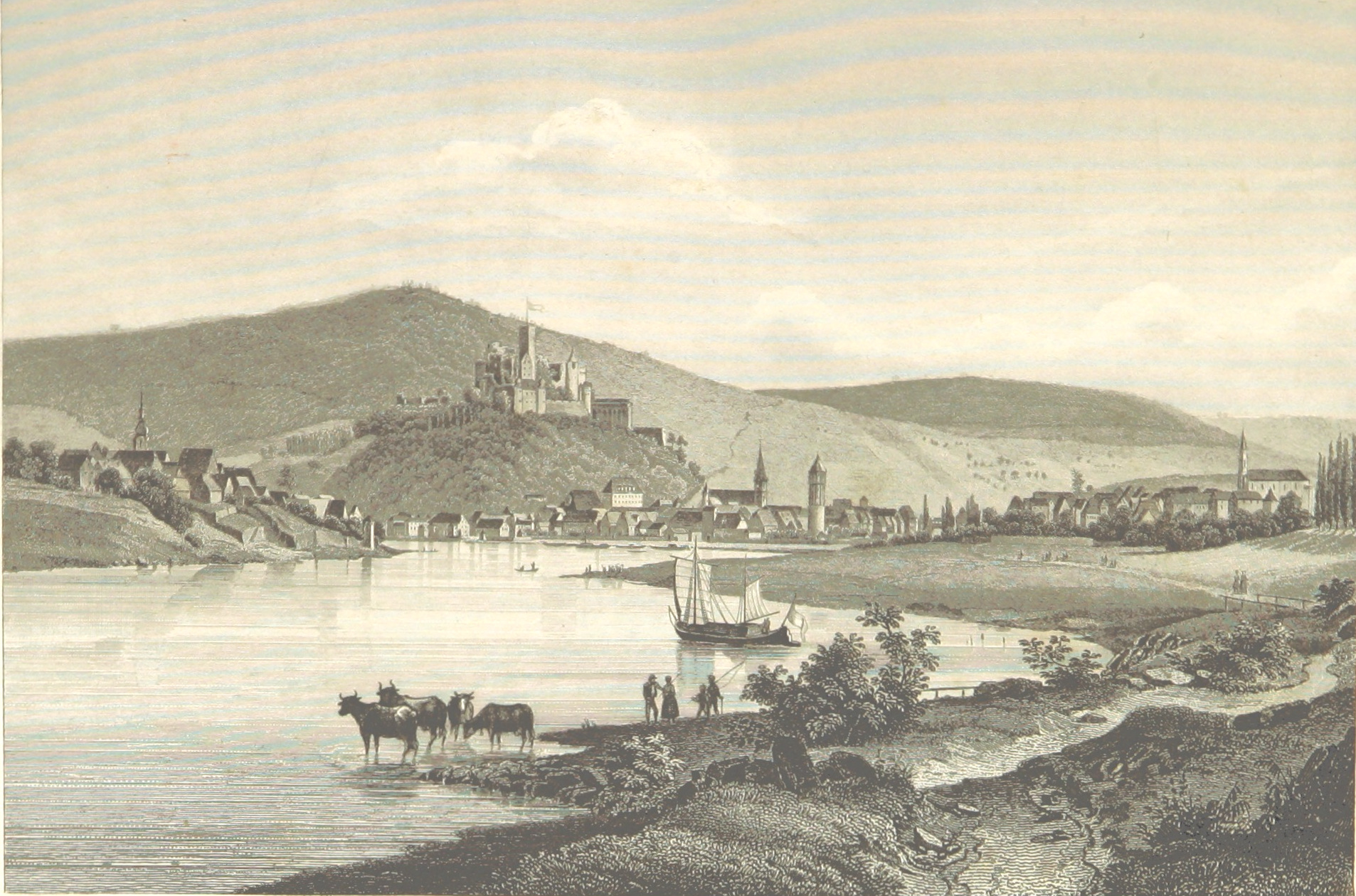
Wertheim 1847, Stich nach einem Gemälde von Fritz Bamberger

Bis zum Ende des Heiligen Römischen Reich hatte die auf mehrere Linien aufgeteilte hochadlige Familie Löwenstein-Wertheim die Herrschaft über ein Territorium inne, das im Übergangsbereich zwischen Spessart, Bauland und Tauberland lag. In Umsetzung der Rheinbundakte von 1806 wurde sie mediatisiert, das Gebiet aufgeteilt und der Landeshoheit anderer Staaten unterstellt. Die Residenzstadt Wertheim an der Mündung der Tauber in den Main kam zu Baden. Im Sommer 1807 richtete dessen Regierung sechs standesherrliche Ämter ein, von denen sich mit Freudenberg, Bronnbach, Rothenfels (seit 1810 als Amt Steinfeld bezeichnet) und dem Amt Wertheim vier im näheren Umfeld Wertheims befanden. 1813 kam es hier zu einer Umstrukturierung. Die bestehenden Ämter wurden aufgelöst, ihre Ortschaften auf die neu gegründeten Stadt- und Erstes Landamt Wertheim (westlich der Tauber) und Zweites Landamt Wertheim (östlich des Flusses) aufgeteilt. Einige wenige Orte wurden auch an benachbarte Ämter abgetreten oder kamen von dort hinzu. Im Rahmen der Verwaltungsgliederung Badens zählte das Amt innerhalb des Tauberkreises zum Kriminalamt Tauberbischofsheim. 1819 wurden die beiden 1813 entstandenen Ämter zum Bezirksamt Wertheim vereinigt.

## Orte und Einwohnerzahlen 1814
1814 wird für das Amt von diesen Orten und Einwohnerzahlen berichtet:
- Bestenheid 228
- Boxtal 335, davon in
  - Rosenmühl 7
- Dörrlesberg 508, davon in
  - Ebermühle 7
  - Geishof 9
  - Oehlmühle 7
- Dörrhof 37
- Ebenheid 226
- Ernsthof 30
- Freudenberg 1483, davon in
  - Laukenhof 26
  - Lochbrunnerhof 5
- Gickelhof 19
- Grünenwörth 180
- Hundheim 680, davon in
  - Birkenhof 10
  - Tiefenthalerhof 40
- Mondfeld 317
- Nassig 674
- Neuhof 17
- Oedengesäß 65
- Oedengesäßerhof 13
- Rauenberg 215
- Sachsenhausen 382
- Sonderried 220
- Steinbach 369, davon in
  - Vorderer Meßhof 33
  - Hinterer Meßhof 17
  - Otterhof 18
- Trennhof 13
- Vockenroth 183
- Waldenhausen 227, davon in
  - Theilbacher Mühle 7
- Wertheim 3.227, davon in
  - Stadtmühle 24
- Wesenthal 132, davon in
  - Antonsmühle 6
  - Blankenmühle 7

## Spätere Entwicklung
Auch in der Folgezeit blieb Wertheim lange das Verwaltungszentrum auf überörtlicher Ebene. Bei der Auflösung des Bezirksamts 1938 wurde der Bereich dem Bezirksamt und späteren Landkreis Tauberbischofsheim zugeteilt. Seit der Kreisreform 1973 zählen die Orte zum Main-Tauber-Kreis.